# Телефон господина Харигана
Телефон господина Харигана (енгл. Mr. Harrigan's Phone) је амерички хорор филм из 2022. године у режији и по сценарију Џона Лија Хенкока. Темељи се на истоименој новели Стивена Кинга из збирке Ако крвари. Главне улоге тумаче Доналд Садерланд и Џејден Мартел.
Приказан је 5. новембра 2022. године на платформи Netflix. Добио је помешане рецензије критичара.

## Радња
Дечак и старији милијардер зближе се око љубави према књигама и својим првим мобилним телефонима. Међутим, након што милијардер умре, њихова тајанствена повезаност не нестаје.

## Улоге
| Глумац              | Улога          |
| ------------------- | -------------- |
| Доналд Садерланд    | Џон Хариган    |
| Џејден Мартел       | Крејг          |
| Џо Типер            | Крејгов отац   |
| Челси Керц          | Крејгова мајка |
| Кирби Хауел Батист  | госпођа Харт   |
| Сајрус Арнолд       | Кени Јанкович  |
| Томас Франсис Мерфи | Пит Боствик    |
| Пеги Џ. Скот        | Една Гроган    |
| Талија Торио        | Реџина         |
| Алекса Шеј Низјак   | Марџи          |